# Osmos
Osmos ist ein Geschicklichkeits-Computerspiel des kanadischen Softwarestudios Hemisphere Games. Programmiert wurde es von Eddy Boxerman, Dave Burke und Andy Nealen. Das Spiel erschien am 17. August 2009 auf der Downloadplattform Steam. Neben der Windows-Version gibt es auch Versionen für macOS, Linux, Apple iOS und Android.

## Spielprinzip
Der Spieler übernimmt die Steuerung einer Zelle (im Spiel Mote genannt), die sich in einem abgeschlossenen Raum (Blobiverse) mit diversen anderen Zellen befindet. Die Zelle wird mit dem Rückstoßprinzip bewegt, verliert beim Beschleunigen jedoch an Masse. Häufigstes Ziel eines der 47 Level ist es, die größte aller im Level befindlichen Zellen zu werden. Dazu muss man Zellen, die kleiner als die eigene sind, absorbieren. Größere Zellen absorbieren die eigene Zelle und beenden so das Spiel.
Die Level werden in 3 Gruppen unterteilt:
- Ambient: Die anderen Zellen reagieren nicht auf die eigene Zelle; meist muss mit ruhigen, kontrollierten Bewegungen der wenige vorhandene Spielraum genutzt werden. Es gibt auch Antimaterie-Zellen, bei deren Absorption die eigene Zelle schrumpft.
- Sentient: Die anderen Zellen sind in ständiger Bewegung; außerdem gibt es spezielle, teilweise sehr schnelle Gegner wie Ovarium, Nemocyte und Ferax, die, abhängig von ihrer Größe, die eigene Zelle verfolgen oder vor ihr zu fliehen versuchen.
- Force: Hier kreist die eigene Zelle im Orbit um einen sogenannten Attraktor. Ziel ist es wieder, die größte aller Zellen zu werden.

## Entwicklung
Für das Spiel wurde eine sehr realistische Bewegungsphysik aller Objekte entwickelt. Die Hintergrundmusik des Spiels ist im Ambient-Stil gehalten, komponiert wurde sie unter anderem von Biosphere und Mat Jarvis.
Osmos wurde 2009 über digitale Distributoren wie Steam und Impulse veröffentlicht. 2010 folgte ein Linux-Port, welcher Diskussion in der Linux-Gemeinde erzeugte, da sich Osmos-Designer Dave Burke später offen über Stärken und Schwächen des Linux-Ökosystems bezüglich der Computerspiel-Entwicklung äußerte.
Mehrfach wurde Osmos auch als Teil eines Humble Indie Bundle vertrieben.

## Rezeption
Osmos wurde im Allgemeinen positiv von der Fachpresse aufgenommen. Die Rezensionsdatenbank Metacritic aggregiert 22 Rezensionen der Windows-Version zu einem Mittelwert von 80 und 6 Rezensionen der iOS-Version zu einem Mittelwert von 90. Apple Inc. wählte Osmos als das iPad-Spiel des Jahres 2010. Im selben Jahr errang Osmos einige weitere Auszeichnungen, darunter IGNs Preis für den besten Videospiel-Soundtrack 2010.